# 科馬里夫 (斯特雷區)
49°16′16″N 23°56′59″E / 49.27111°N 23.94972°E
科馬里夫（烏克蘭語：Комарів），是烏克蘭的村庄，位於該國西部利沃夫州，由斯特雷區斯特雷市鎮負責管轄，始建於1850年，面積8.2平方公里，海拔高度315米，2001年該城鎮人口428。